# Injambakkam
Injambakkam är en ort i Indien.   Den ligger i distriktet Kancheepuram och delstaten Tamil Nadu, i den södra delen av landet, 1 800 km söder om huvudstaden New Delhi. Injambakkam ligger 8 meter över havet och antalet invånare är 23 346.
Terrängen runt Injambakkam är mycket platt. Havet är nära Injambakkam österut.  Närmaste större samhälle är Madras, 19,3 km norr om Injambakkam. Omgivningarna runt Injambakkam är en mosaik av jordbruksmark och naturlig växtlighet.